# Eugenia Iorga
Eugenia Iorga (n. 17 decembrie 1954, București) a fost un deputat român în legislatura 1990-1992, ales în municipiul București pe listele partidului FSN. Eugenia Iorga a făcut parte din grupurile parlamentare de prietenie cu Republica Chile, Regatul Spaniei și Republica Venezuela.
În 22 decembrie 1989 a devenit membră în Consiliul Frontului Salvării Naționale.
În 2004 a fost numită de Ion Iliescu în Colegiul Național al Institutului Revoluției Române